# Халид Каратинский
Халид Каратинский (карат. КIIирлIе Халид; конец XVIII века, Карата, Каратинское общество, Дагестан — конец XIX века, Шодрода, Андийский округ, Дагестанская область, Российская империя) — северо-кавказский военный и политический деятель, наиб имама Шамиля. Национальный герой каратинского народа.

## Биография
Родился в конце XVIII века в селении Карата (ныне — Ахвахский район Дагестана). При рождении получил имя Кукулав.
Примкнул к движению имама Шамиля, став одним из его доверенных наибов. Отличился в боях против царских войск, особенно во время Унцукульского сражения.
В 1843 году Шамиль, столкнувшись с сопротивлением унцукульцев, отказавшихся признать его власть, направил против них войска. Когда на помощь унцукульцам подошли русские отряды из Хунзаха, Шамиль поручил Кукулаву перехватить их. Кукулав разгромил русский отряд, обратив противника в бегство и захватив артиллерийские орудия. За этот успех Шамиль лично назвал его Халидом, сравнив с легендарным Халидом ибн аль-Валидом.
После покорения Дагестана (1859) Халид Каратинский, как и многие бывшие наибы, перешёл на службу российской администрации, заняв должность шариатского кади. Это позволило ему сохранить влияние среди местного населения.
Переехал в село Шодрода Андийского округа, где прожил до конца жизни. Умер в конце XIX века в возрасте около 90 лет. Похоронен в родном селе Карата.
Прямые потомки Халида Каратинского до сих пор проживают в селах Карата и Шодрода, нося фамилию Халидовы.